# 約克 (亞利桑那州)
約克（英語：York）是位於美國亞利桑那州格林利縣的一個人口普查指定地區。根據2010年美國人口普查，該地人口為557人，而該地的面積約為4.84平方千米。

## 地理
約克的座標為32°54′50″N 109°11′50″W / 32.91389°N 109.19722°W，而該地最高點為海拔高度1073米（即3520英尺）。